# Твій брат — мій брат
«Твій брат — мій брат» — радянський художній фільм 1986 року, знятий режисером Мухамедом Союнхановим на кіностудії «Туркменфільм».

## Сюжет
Дія фільму відбувається у Туркменії під час Другої світової війни. Тут на маленькому залізничному роз'їзді випадок зводить Зіну, чоловік якої безвісти пропав на фронті, Надю з блокадного Ленінграда та машиніста паровозного депо Андрія, який мріє про фронт та передову. Машиніст, полюбивши Зіну, одразу ж робить їй пропозицію. Але Зіна не вважає себе вдовою і відмовляє закоханому. Після чого — усьому світу на зло — герой одружується з мовчазною Надею і незабаром отримує рознарядку на фронт. Супроводжуючи ешелон із пальним, Андрій гине під час бомбардування залізничного вузла, так і не побувавши на фронті.

## У ролях
- Іван Мартинов — Андрій
- Хоммат Муллик — Чари
- Зінаїда Матросова — Зіна
- Анна Лобанова — Надя
- Любов Омельченко — Тетяна
- Артик Джаллиєв — Курбан-ага
- Юсуп Кулієв — Бяшим
- Енегюль Алланова — тітка Гуля
- Гузель Союнханова — Гозелька
- Валерій Носик — лікар
- Люсьєна Овчинникова — Катерина Антонівна, дружина лікаря
- Гуля Керімова — гостя
- Гульнабат Аширова — зла провідниця
- Володимир Бершанський
- Віталій Медведєв — працівник їдальні
- Алтин Ходжаєва — продавчиня хліба
- Надія Блохіна — стара в поїзді
- Усман Сапаров — епізод
- Оразмурад Гуммадов
- Ата Довлетов — старий-залізничник
- Джерен Ішанкулієва — епізод
- Олександр Спиридонов — епізод
- Худайберди Ніязов — епізод
- Райхан Айткожанова — епізод

## Знімальна група
- Режисер — Мухамед Союнханов
- Сценарист — Євген Митько
- Оператор — Едуард Реджепов
- Композитор — Лев Солін
- Художник — Олександр Чернов